# Глядени-Санаторій
Гляде́ни-Санаторій (рос. Глядены-Санаторий) — селище у складі Сухолозького міського округу Свердловської області.
Населення — 80 осіб (2010, 104 у 2002).
Національний склад населення станом на 2002 рік: росіяни — 99 %.